# Altair (futbolista)
Altair Gomes de Figueiredo (Niterói, 22 de enero de 1938-São Gonçalo, 9 de agosto de 2019), más conocido como Altair, fue un jugador y entrenador de fútbol brasileño. En su etapa como jugador profesional se desempeñaba como defensa central o lateral izquierdo.

## Biografía
Surgido de las divisiones formativas del Manufatora de Niterói, llegó al Fluminense para jugar como defensa central, pero como solo había vacantes para el puesto de lateral izquierdo, aceptó cambiar de posición.
Lateral de buena técnica, Altair era un gran marcador que raramente perdía un balón dividido, a pesar de su cuerpo delgado en relación con su estatura, ya que medía 1,73 metros y pesaba 59 kilogramos. Es considerado el mejor marcador que tuvo Garrincha.
Jugó 551 partidos para el club y anotó dos goles. Es el cuarto jugador con más partidos disputados con la camiseta del Fluminense, solo por detrás de Castilho (697), Pinheiro (603) y Telê Santana (559).
Tras quince años jugando para el Fluminense, se retiró en 1971 en el Sport Recife.
Tras finalizar su carrera como futbolista, regresó a su Niterói natal, donde fue dueño de una casa de lotería y desarrolló varios proyectos sociales relacionados con el fútbol para los niños de bajos recursos.
En la década de 1990, regresó al Fluminense, donde participó en varias comisiones técnicas del equipo profesional, llegando a dirigir al equipo de forma interina algunas veces, así como también al equipo "B" en la Copa Río. Como entrenador asistente, ganó el Campeonato Carioca de 1995, recordado por el famoso gol de barriga de Renato Gaúcho en el partido decisivo contra Flamengo.

## Salud y muerte
Con su esposa e hija ya fallecidas, Altair fue diagnosticado con la enfermedad de Alzheimer en 2013. Durante un homenaje en Brasilia ese mismo año, se perdió de la comitiva y fue encontrado después de más de diez horas. Falleció el 9 de agosto de 2019 en un hospital de São Gonçalo debido a una falla multiorgánica, a la edad de 81 años. Llevaba dos semanas internado, y el deceso fue confirmado por el hijo de Jair Marinho, excompañero en Fluminense y gran amigo de Altair.
El Fluminense decretó tres días de duelo, y le solicitó a la Confederación Brasileña de Fútbol (CFB) que se haga un minuto de silencio en todos los partidos de la próxima jornada del Campeonato Brasileño en homenaje al exjugador. La CBF aceptó la petición y las banderas de su sede estuvieron a media asta.

## Selección nacional
Fue internacional con la selección brasileña en 18 ocasiones. Hizo su debut el 20 de septiembre de 1959, en un amistoso contra Chile que ganó Brasil por 1-0. Formó parte de la selección campeona de la Copa del Mundo de 1962, siendo reserva de Nílton Santos, pero no jugó ningún partido.

### Participaciones en Copas del Mundo
| Mundial                        | Sede       | Resultado      | Partidos | Goles |
| ------------------------------ | ---------- | -------------- | -------- | ----- |
| Copa Mundial de Fútbol de 1962 | Chile      | Campeón        | 0        | 0     |
| Copa Mundial de Fútbol de 1966 | Inglaterra | Fase de grupos | 2        | 0     |

## Clubes

### Como jugador
| Club         | País   | Año       |
| ------------ | ------ | --------- |
| Fluminense   | Brasil | 1955-1971 |
| Sport Recife | Brasil | 1971      |

### Como entrenador
| Club                   | País   | Año  |
| ---------------------- | ------ | ---- |
| Fluminense (interino)  | Brasil | 1992 |
| Fluminense (asistente) | Brasil | 1995 |
| Fluminense (interino)  | Brasil | 1996 |
| Fluminense (interino)  | Brasil | 1997 |
| Fluminense (interino)  | Brasil | 1998 |
| Canto do Rio           | Brasil | 1998 |

## Palmarés

### Como jugador

#### Campeonatos regionales
| Título               | Club       | Estado                   | Año  |
| -------------------- | ---------- | ------------------------ | ---- |
| Torneo Río-São Paulo | Fluminense | Río de Janeiro São Paulo | 1957 |
| Campeonato Carioca   | Fluminense | Río de Janeiro           | 1959 |
| Torneo Río-São Paulo | Fluminense | Río de Janeiro São Paulo | 1960 |
| Campeonato Carioca   | Fluminense | Río de Janeiro           | 1964 |
| Taça Guanabara       | Fluminense | Río de Janeiro           | 1966 |
| Taça Guanabara       | Fluminense | Río de Janeiro           | 1969 |
| Campeonato Carioca   | Fluminense | Río de Janeiro           | 1969 |

#### Campeonatos nacionales
| Título                       | Club       | País   | Año  |
| ---------------------------- | ---------- | ------ | ---- |
| Torneo Roberto Gomes Pedrosa | Fluminense | Brasil | 1970 |

#### Copas internacionales
| Título                 | Selección | Sede  | Año  |
| ---------------------- | --------- | ----- | ---- |
| Copa Mundial de Fútbol | Brasil    | Chile | 1962 |

### Como entrenador asistente

#### Campeonatos regionales
| Título             | Club       | Estado         | Año  |
| ------------------ | ---------- | -------------- | ---- |
| Campeonato Carioca | Fluminense | Río de Janeiro | 1995 |